# Klaudia Jachira

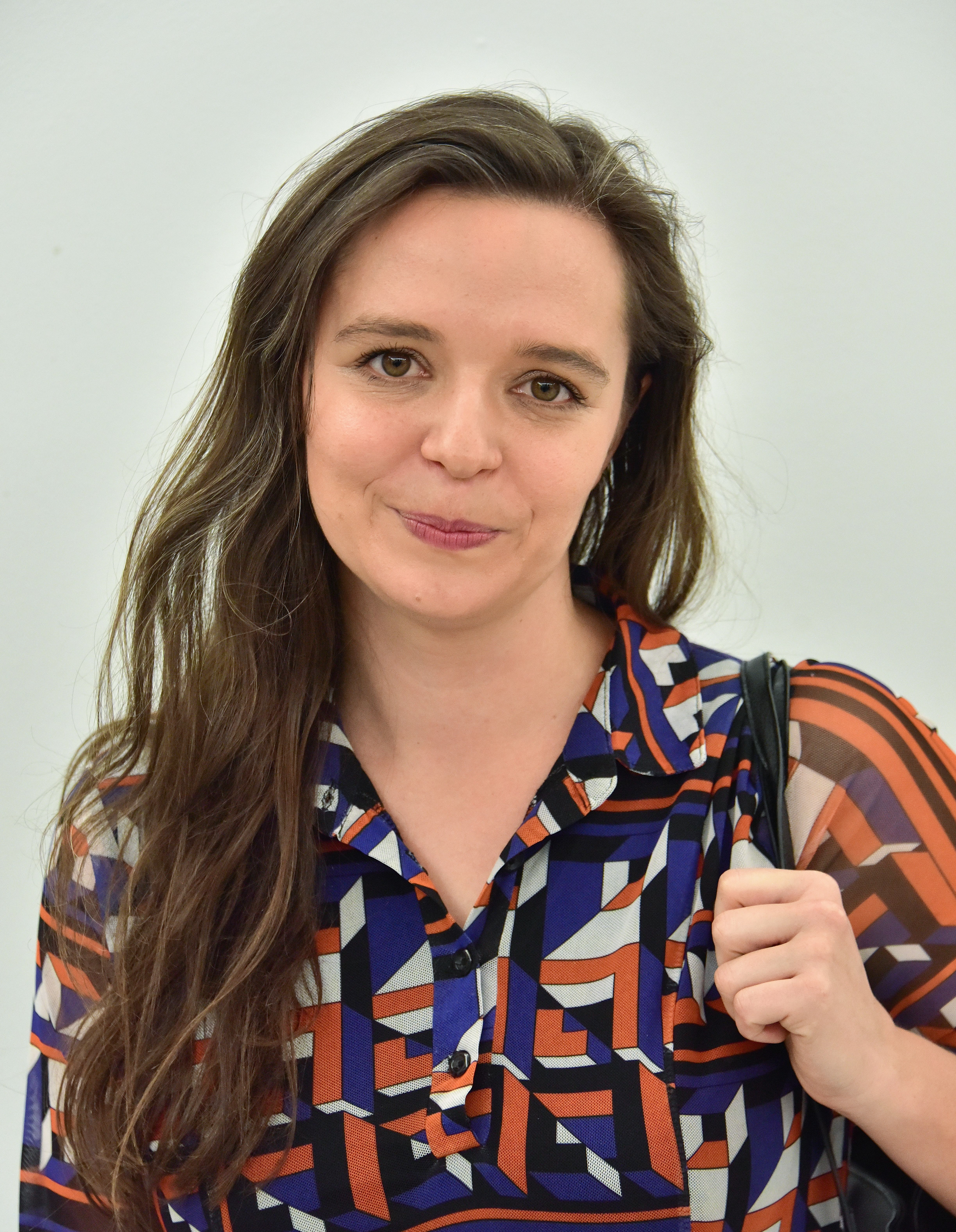
Klaudia Jachira

Klaudia Krystyna Jachira (* 31. Mai 1988) ist eine polnische Schauspielerin und Politikerin (.N, Zieloni). Sie gehört seit 2019 dem Sejm in der IX. und X. Wahlperiode an.

## Leben und Beruf
Jachira absolvierte das Schauspielkolleg L‘Art Studio in Krakau und schloss 2013 ihr Studium an der Puppenspielfakultät der Akademie der Künste in Breslau ab. In Polen wurde sie durch satirische Videobeiträge auf der Videoplattform YouTube bekannt, in denen sie mit einer Handpuppe auftritt, die dem Vorsitzenden der Partei Prawo i Sprawiedliwość (PiS), Jarosław Kaczyński, ähnlich sieht.
Jachira bezeichnet sich als Atheistin.

## Politik
Bereits bei der polnischen Parlamentswahl 2015 hatte sie erfolglos über die Wahlliste der Partei Nowoczesna (.N) versucht, in den Sejm gewählt zu werden. Bei der Parlamentswahl 2019 wurde sie auf der Liste des Wahlbündnisses Koalicja Obywatelska (KO), an dem sich die Nowoczesna beteiligt, in den Sejm gewählt. Im März 2023 trat sie der Partia Zieloni bei. Für diese kandidierte sie bei der Parlamentswahl 2023 ebenfalls auf der Liste der KO und wurde erneut gewählt.